# Minuskuł 55
Minuskuł 55 (wedle numeracji Gregory–Aland) ε 349 (Soden) – rękopis Nowego Testamentu, z XIV wieku pisany minuskułą na pergaminie w  języku greckim. Przechowywany jest w Bibliotece Bodlejańskiej w Oksfordzie. Był wykorzystywany w dawnych wydaniach  greckiego Nowego Testamentu. 

## Opis rękopisu
Kodeks zawiera pełny tekst czterech Ewangelii, na 349 pergaminowych kartach (19,5 na 14 cm) , zawiera także tekst Sędziów 6,1-24. 
Tekst rękopisu pisany jest jedną kolumną na stronę, w 21 linijek na stronę, piękną minuskułą (według oceny Wettsteina oraz Gregory'ego). Inicjały pisane są czerwonym kolorem. 
Tekst jest dzielony według rozdziałów (κεφαλαια), których numery podane zostały w bocznym marginesie, a tytuły (τιτλοι) podane zostały na górze strony. Nie zastosowano natomiast podziału według krótkich Sekcji Ammoniusza, z odniesieniami do Kanonów Euzebiusza. Przed każdą Ewangelią umieszczono portrety Ewangelistów. W nagłówku do Ewangelii Mateusza umieszczono portret Ewangelisty, który się różni od portretu umieszczonego przed Ewangelią i zdradza wpływy zachodniej sztuki. 
Rękopis zawiera żywoty świętych (Synaksarion i Menologium), Prolegomenę do Ewangelii Mateusza. 

## Tekst
Grecki tekst Nowego Testamentu reprezentuje bizantyjską tradycję tekstualną. Hermann von Soden zaklasyfikował to do tekstualnej grupy Kx (standardowy tekst bizantyjski).  Aland umieścił go w  kategorii V. Rękopis został zbadany metodą wielokrotnych wariantów Claremont Profile Method w Łk 1 i Łk 20, w których reprezentuje standardowy tekst bizantyjski (Kx). W Łk 10 nie zbadano tekstu tą metodą. Pod względem tekstualnym jest bliski minuskułowi 128.

## Historia
Scholz datował rękopis na XV wiek. Scrivener, Gregory i Kurt Aland datowali go na XIII wiek. INTF datuje go na XIV wiek . Według kolofonu zamieszczonego na końcu rękopisu sporządzony został przez Γροιγοριου ιερομοναχου (mnicha Grzegorza). 
Rękopis znał John Mill, który wykorzystał go w swoim wydaniu greckiego Nowego Testamentu (jako Selden 3). Johann Jakob Wettstein wciągnął go na listę rękopisów Nowego Testamentu, nadał mu numer 55 i sporządził jego opis.  Griesbach sprawdził niektóre jego warianty. Rękopis był badany przez Tischendorfa i Gregory'ego. Nie jest wykorzystywany we współczesnych wydaniach greckiego Nowego Testamentu. 
Rękopis przechowywany jest w Bibliotece Bodlejańskiej (Selden Supra 6) w Oksfordzie . 